# 島原駅
島原駅（しまばらえき）は、長崎県島原市片町にある島原鉄道島原鉄道線の駅である。

## 歴史
- 1913年（大正2年）9月24日：開設。
- 1949年（昭和24年）5月25日 - 昭和天皇のお召し列車が諫早駅 - 島原駅間で運行（昭和天皇の戦後巡幸）[1]。
- 1984年（昭和59年）9月30日：貨物取扱廃止。
- 1989年（平成元年）12月22日：現駅舎完成[2]。
- 2008年（平成20年）3月：構内踏切に警報機・遮断機新設。

## 駅構造
相対式ホーム2面2線を有する地上駅。駅舎は島原城の大手門をモチーフにした特徴的な駅舎である。直営駅で自動券売機・窓口が設置されている。連絡乗車券も発売している。ホームと駅舎は警報機付構内踏切で連絡している。
当駅は終日有人駅のため、2両編成ではホーム側の全ドアが開く（この場合運賃は駅収受となる）。

### のりば

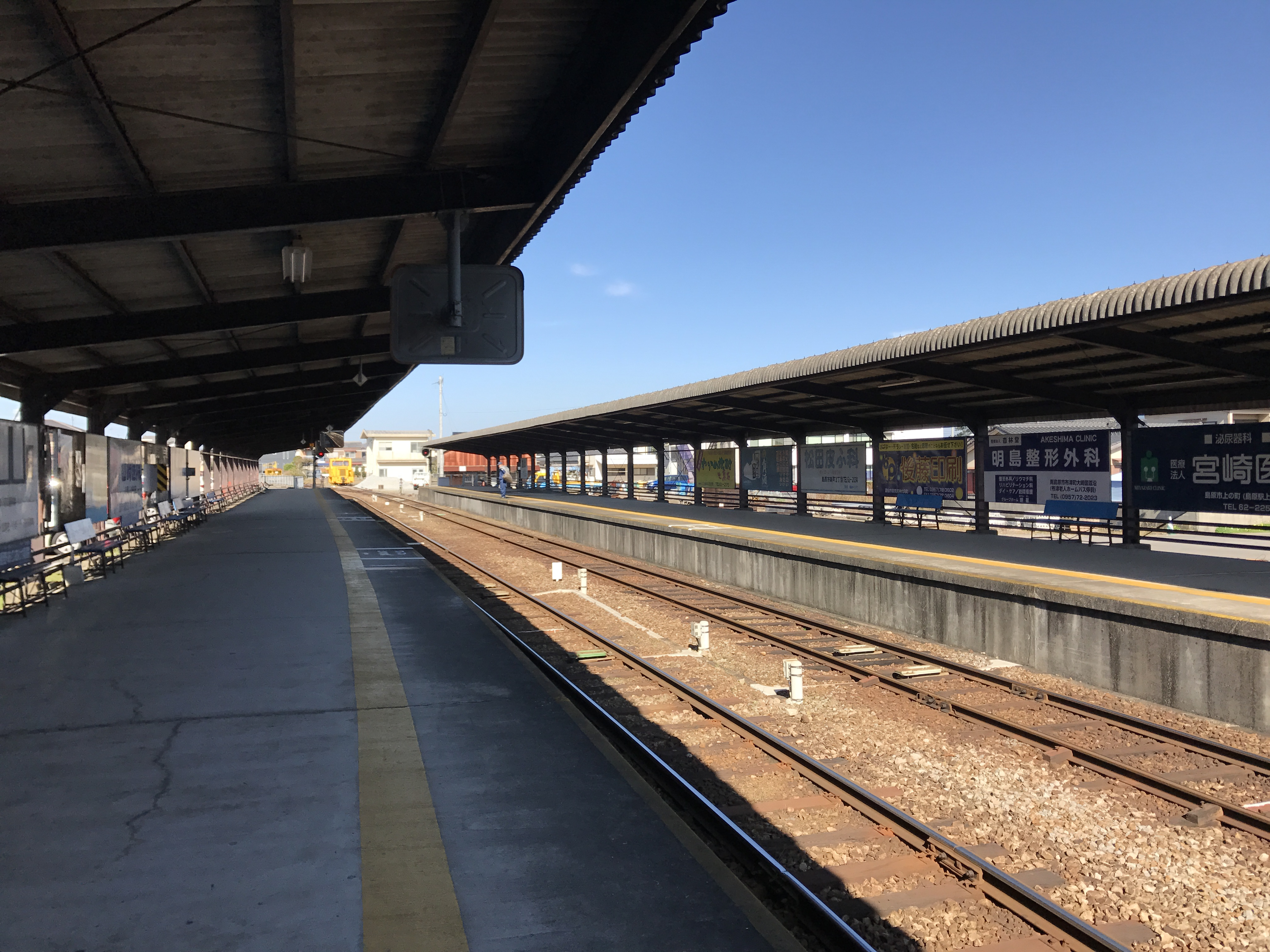
ホーム

| のりば | 路線        | 方向 | 行先                 | 備考 |
| ------ | ----------- | ---- | -------------------- | ---- |
| 1      | ■島原鉄道線 | 上り | 本諫早・諫早方面     |      |
| 2      | ■島原鉄道線 | 下り | 島原船津・島原港方面 |      |

## 利用状況
2018年度の年間乗車人員は159,737人、降車人員は150,782人であった。
近年の年間乗車人員、降車人員の推移は以下の通り。2008年度の大きな落ち込みは島原港駅 - 加津佐駅間が同年に廃止されたことによる。
| 年度               | 年間 乗車人員 | 年間 降車人員 |
| ------------------ | ------------- | ------------- |
| 2000年（平成12年） | 351,131       | 342,220       |
| 2001年（平成13年） | 376,659       | 361,894       |
| 2002年（平成14年） | 368,441       | 350,684       |
| 2003年（平成15年） | 358,024       | 339,788       |
| 2004年（平成16年） | 322,087       | 305,877       |
| 2005年（平成17年） | 302,739       | 289,248       |
| 2006年（平成18年） | 272,199       | 261,790       |
| 2007年（平成19年） | 281,528       | 267,642       |
| 2008年（平成20年） | 179,095       | 162,865       |
| 2009年（平成21年） | 164,608       | 149,095       |
| 2010年（平成22年） | 170,673       | 155,578       |
| 2011年（平成23年） | 167,687       | 151,930       |
| 2012年（平成24年） | 168,000       | 156,391       |
| 2013年（平成25年） | 181,534       | 166,916       |
| 2014年（平成26年） | 181,533       | 164,717       |
| 2015年（平成27年） | 183,889       | 168,516       |
| 2016年（平成28年） | 170,072       | 157,866       |
| 2017年（平成29年） | 166,185       | 156,747       |
| 2018年（平成30年） | 159,737       | 150,782       |

- 長崎県統計年鑑 長崎県庁

## 駅周辺

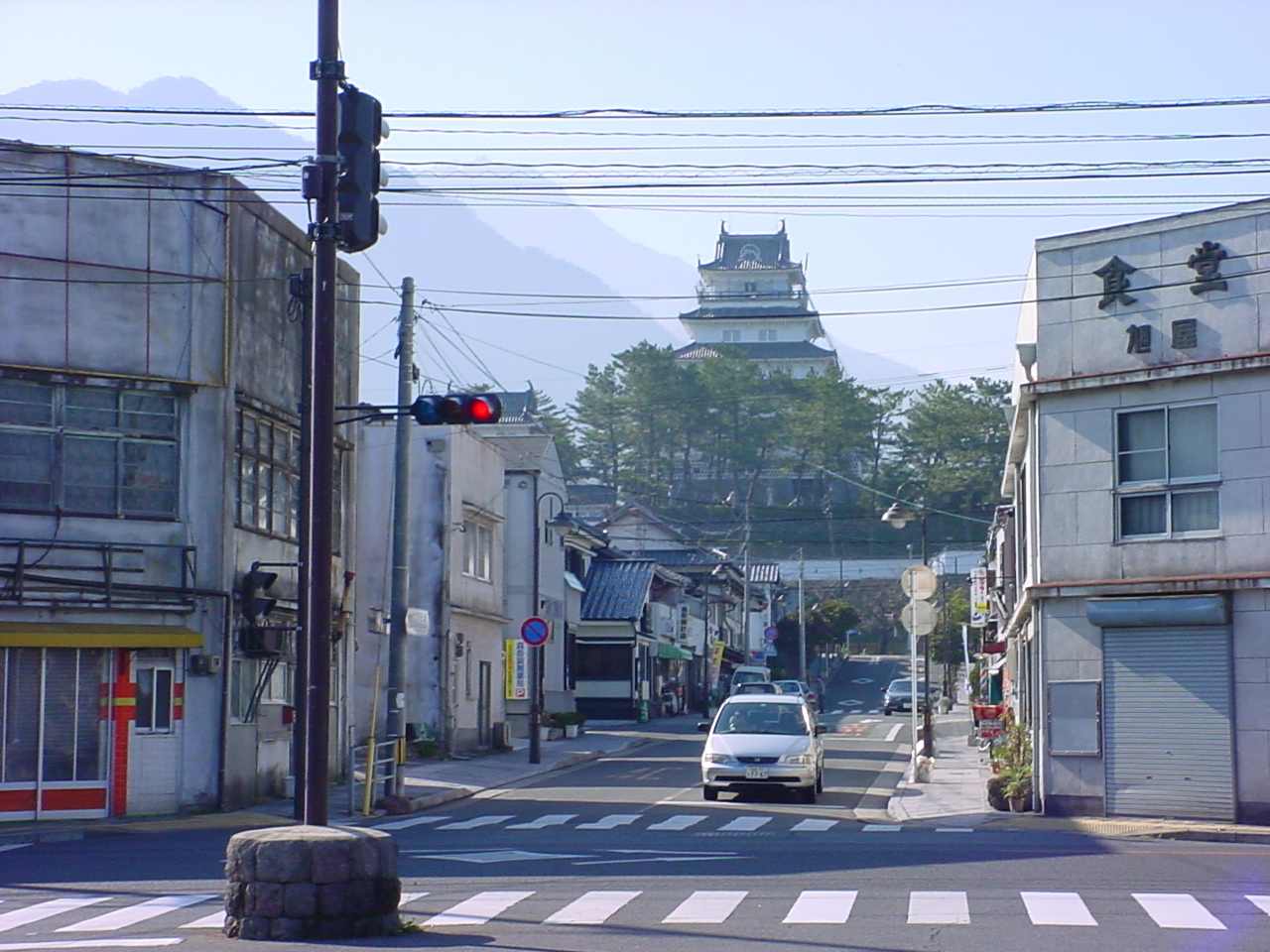
駅前から島原城を望む

当駅は島原市の中心駅であり、駅前は島原市の市街地が広がる。ここは長崎県南部地方、島原半島の行政・経済の中心地である。また、当駅の駅前（駅西側）を国道251号が島原鉄道線に並行して通る。
- 島原市立第一小学校
- 島原市立第一中学校
- 長崎県立島原高等学校
- 長崎県立島原商業高等学校
- 長崎県立島原特別支援学校
- 島原市役所
- 島原文化会館
- 長崎地方裁判所・長崎家庭裁判所島原支部 / 島原簡易裁判所
- 長崎地方法務局島原支局
- 島原図書館
- 島原大手郵便局
- 島原江戸町郵便局
- 島原城
- 島原武家屋敷街
- 青い理髪舘
- 島原警察署
- エレナ島原店

## バス路線
駅前に島鉄バスの島原駅前停留所がある。
- 雲仙・青雲荘線（一部、小浜方面の便があり）
- 多比良港線（一部、諫早方面の便があり）
- 加津佐・有家・島原駅線（廃線区間代行線）
- 島原市内線（島原市コミュニティバスたしろ号）
- しまばらめぐりんバス（島原城・七万石坂・鯉の泳ぐまち清流亭前・白土・島原港方面）※土曜・日曜・祝日とお盆や年末年始のみ運行
- 【高速】福岡線島原号：西鉄天神高速バスターミナル・博多バスターミナル行（西鉄と共同運行）

## 隣の駅
島原鉄道
■島原鉄道線
三会駅 - 島原駅 - 霊丘公園体育館駅